# 1. česká hokejová liga 2008/2009
1. česká hokejová liga 2008/2009 byla 16. ročníkem druhé nejvyšší české hokejové soutěže.

## Fakta
- 16. ročník samostatné druhé nejvyšší české hokejové soutěže
- V prolínací extraligové kvalifikaci tým HC Slovan Ústečtí Lvi (vítěz 1. ligy) proti BK Mladá Boleslav (Poslední celek extraligy) neuspěl - prohrál 0:4 na zápasy a zůstal v 1. lize.
- Tým HC Kometa Brno po sezóně koupil extraligou licenci od týmu HC Znojemští Orli.
- Týmy HC Most a HC VOKD Poruba přímo sestoupily do 2. ligy. Do dalšího ročníku 1. ligy postoupily týmy Hokej Šumperk 2003 a HC Tábor.

## Systém soutěže (v sezoně 2008–2009)
Šestnáctka účastníků se nejprve utká dvoukolově každý s každým doma a venku (30 kol). Následně se každý sudý tým utká s každým lichým týmem doma a venku (16 kol). Základní část tak tedy má 46 kol.
Do play-off postupuje 12 týmů, přičemž nejlepší 4 celky postupují přímo do čtvrtfinále, ostatní hrají předkolo o zbylá 4 místa ve čtvrtfinále. Předkolo se hraje na 3 vítězná utkání. Čtvrtfinále, semifinále a finále se hraje na 4 vítězná utkání. Vítěz finále si vybojuje právo na účast v baráži o postup do extraligy, ve které se v sérii na 4 vítězné zápasy utká s posledním týmem čtyřčlenné skupiny play-out extraligy (skupinu play out tvoří týmy, které se umístí po základní části extraligy na jedenácté až čtrnácté pozici).
Kluby, které se po základní části umístí na 13.–16. pozici, utvoří čtyřčlennou skupinu play-out, ve které se hraje čtyřkolově každý s každým. Do ní se započítávají i body získané v základní části. Celky, které skončí v této skupině na třetím a čtvrtém místě přímo sestupují do 2. ligy.

## Konečná tabulka
| Vysvětlivka                          |
| ------------------------------------ |
| Přímý postup do čtvrtfinále play off |
| Postup do předkola play off          |
| Účastník play out                    |

| Poř. | Tým                            | Z  | V  | VP | R | PP | P  | Skóre   | B   |
| ---- | ------------------------------ | -- | -- | -- | - | -- | -- | ------- | --- |
| 1.   | HC Slovan Ústečtí Lvi          | 46 | 32 | 6  | 0 | 2  | 6  | 152:77  | 110 |
| 2.   | HC Kometa Brno                 | 46 | 29 | 3  | 0 | 7  | 7  | 172:105 | 100 |
| 3.   | KLH Chomutov                   | 46 | 26 | 8  | 0 | 3  | 9  | 180:104 | 97  |
| 4.   | HC Vrchlabí                    | 46 | 27 | 5  | 0 | 5  | 9  | 134:106 | 96  |
| 5.   | HC Chrudim                     | 46 | 22 | 4  | 0 | 6  | 14 | 144:128 | 80  |
| 6.   | HC VCES Hradec Králové         | 46 | 20 | 4  | 0 | 5  | 17 | 148:122 | 73  |
| 7.   | HC Dukla Jihlava               | 46 | 19 | 2  | 0 | 4  | 21 | 126:138 | 65  |
| 8.   | HC Olomouc                     | 46 | 16 | 6  | 0 | 2  | 22 | 129:121 | 62  |
| 9.   | HC Rebel Havlíčkův Brod        | 46 | 17 | 3  | 0 | 3  | 23 | 112:127 | 60  |
| 10.  | Havířovská hokejová společnost | 46 | 14 | 5  | 0 | 5  | 22 | 118:143 | 57  |
| 11.  | Sportovní klub Kadaň           | 46 | 12 | 8  | 0 | 4  | 22 | 120:135 | 56  |
| 12.  | HC Benátky nad Jizerou         | 46 | 16 | 2  | 0 | 3  | 25 | 98:147  | 55  |
| 13.  | SK Horácká Slavia Třebíč       | 46 | 13 | 4  | 0 | 7  | 22 | 131:149 | 54  |
| 14.  | HC Berounští Medvědi           | 46 | 13 | 4  | 0 | 4  | 25 | 83:125  | 51  |
| 15.  | HC Most                        | 46 | 12 | 3  | 0 | 5  | 26 | 111:162 | 47  |
| 16.  | HC VOKD Poruba                 | 46 | 12 | 1  | 0 | 3  | 30 | 93:162  | 41  |

## Hráčské statistiky základní části

### Kanadské bodování
Toto je konečné pořadí hráčů podle dosažených bodů. Za jeden vstřelený gól nebo přihrávku na gól hráč získal jeden bod.
| Poř. | Hráč               | Tým                    | Z  | G  | A  | B  | TM | +/- |
| ---- | ------------------ | ---------------------- | -- | -- | -- | -- | -- | --- |
| 1.   | Daniel Hodek       | HC Dukla Jihlava       | 46 | 23 | 34 | 57 | 53 | 3   |
| 2.   | Oldřich Bakus      | HC Dukla Jihlava       | 42 | 27 | 28 | 55 | 32 | 7   |
| 3.   | Jaroslav Roubík    | HC VCES Hradec Králové | 42 | 23 | 31 | 54 | 30 | 19  |
| 4.   | Milan Ministr      | HC Olomouc             | 46 | 26 | 20 | 46 | 52 | 4   |
| 5.   | Jiří Kadlec        | HC VCES Hradec Králové | 45 | 20 | 26 | 46 | 64 | 24  |
| 6.   | Michal Jeslínek    | KLH Chomutov           | 45 | 19 | 26 | 45 | 26 | 28  |
| 7.   | Petr Jíra          | KLH Chomutov           | 46 | 17 | 26 | 43 | 36 | 23  |
| 8.   | Stanislav Mikšovic | KLH Chomutov           | 37 | 17 | 25 | 42 | 26 | 27  |
| 9.   | Martin Koudelka    | HC VCES Hradec Králové | 42 | 14 | 27 | 41 | 55 | 23  |
| 10.  | Marek Zadina       | HC Chrudim             | 46 | 14 | 24 | 38 | 48 | 3   |

### Hodnocení brankářů
Toto je konečné pořadí nejlepších deset brankářů.
| Poř. | Hráč              | Tým                     | Z  | MIN  | OG  | PZ   | PS   | POG  | Úsp%  |
| ---- | ----------------- | ----------------------- | -- | ---- | --- | ---- | ---- | ---- | ----- |
| 1.   | Martin Němec      | HC Chrudim              | 22 | 1181 | 40  | 641  | 681  | 2.03 | 94.13 |
| 2.   | Vladislav Koutský | HC VCES Hradec Králové  | 24 | 1342 | 60  | 863  | 923  | 2.68 | 93.50 |
| 3.   | Filip Luňák       | HC VCES Hradec Králové  | 25 | 1391 | 58  | 824  | 882  | 2.50 | 93.42 |
| 4.   | Martin Altrichter | HC Berounští Medvědi    | 28 | 1543 | 64  | 901  | 965  | 2.49 | 93.37 |
| 5.   | Jan Lundell       | KLH Chomutov            | 38 | 2260 | 82  | 1122 | 1204 | 2.18 | 93.19 |
| 6.   | Milan Řehoř       | HC Dukla Jihlava        | 42 | 2459 | 114 | 1470 | 1584 | 2.78 | 92.80 |
| 7.   | Alexandr Hylák    | HC Kometa Brno          | 39 | 2350 | 83  | 1068 | 1151 | 2.12 | 92.79 |
| 8.   | Dušan Salfický    | HC Slovan Ústečtí Lvi   | 29 | 1705 | 53  | 681  | 734  | 1.87 | 92.78 |
| 9.   | Stanislav Neruda  | HC Rebel Havlíčkův Brod | 22 | 1197 | 43  | 552  | 595  | 2.16 | 92.77 |
| 10.  | Štefan Žigárdy    | HC Olomouc              | 33 | 1969 | 80  | 1017 | 1097 | 2.44 | 92.71 |

## Předkolo play off
- HC Chrudim – HC Benátky nad Jizerou 2:3(SN)
- HC Chrudim – HC Benátky nad Jizerou 2:3(PP)
- HC Benátky nad Jizerou - HC Chrudim 5:2

Postupuje HC Benátky nad Jizerou 3:0 na zápasy
- HC VCES Hradec Králové – Sportovní klub Kadaň 4:1
- HC VCES Hradec Králové – Sportovní klub Kadaň 3:2
- Sportovní klub Kadaň – HC VCES Hradec Králové 3:2
- Sportovní klub Kadaň – HC VCES Hradec Králové 2:4

Postupuje HC VCES Hradec Králové 3:1 na zápasy
- HC Dukla Jihlava – Havířovská hokejová společnost 3:1
- HC Dukla Jihlava - Havířovská hokejová společnost 4:2
- Havířovská hokejová společnost  - HC Dukla Jihlava 2:1
- Havířovská hokejová společnost  - HC Dukla Jihlava 1:2

Postupuje HC Dukla Jihlava 3:1 na zápasy
- HC Olomouc - HC Rebel Havlíčkův Brod 1:2
- HC Olomouc - HC Rebel Havlíčkův Brod 7:2
- HC Rebel Havlíčkův Brod - HC Olomouc 2:5
- HC Rebel Havlíčkův Brod - HC Olomouc 0:1

Postupuje HC Olomouc 3:1 na zápasy

## Vyřazovací boje
|  | Čtvrtfinále            | Čtvrtfinále            |                       |   | Semifinále | Semifinále |  |  | Finále | Finále |
|  |                        |                        |                       |   |            |            |  |  |        |        |
|  |                        |                        |                       |   |            |            |  |  |        |        |
|  | HC Kometa Brno         | 4                      |                       |   |            |            |  |  |        |        |
|  | HC Kometa Brno         | 4                      |                       |   |            |            |  |  |        |        |
|  | HC Olomouc             | 0                      |                       |   |            |            |  |  |        |        |
|  | HC Olomouc             | 0                      | HC Kometa Brno        | 4 |            |            |  |  |        |        |
|  |                        |                        | HC Kometa Brno        | 4 |            |            |  |  |        |        |
|  |                        | KLH Chomutov           | 3                     |   |            |            |  |  |        |        |
|  | KLH Chomutov           | KLH Chomutov           | 3                     | 4 |            |            |  |  |        |        |
|  | KLH Chomutov           |                        |                       | 4 |            |            |  |  |        |        |
|  | HC Dukla Jihlava       | 0                      |                       |   |            |            |  |  |        |        |
|  | HC Dukla Jihlava       | 0                      | HC Kometa Brno        | 2 |            |            |  |  |        |        |
|  |                        |                        | HC Kometa Brno        | 2 |            |            |  |  |        |        |
|  |                        | HC Slovan Ústečtí Lvi  | 4                     |   |            |            |  |  |        |        |
|  | HC Slovan Ústečtí Lvi  | HC Slovan Ústečtí Lvi  | 4                     | 4 |            |            |  |  |        |        |
|  | HC Slovan Ústečtí Lvi  |                        |                       | 4 |            |            |  |  |        |        |
|  | HC Benátky nad Jizerou | 1                      |                       |   |            |            |  |  |        |        |
|  | HC Benátky nad Jizerou | 1                      | HC Slovan Ústečtí Lvi | 4 |            |            |  |  |        |        |
|  |                        |                        | HC Slovan Ústečtí Lvi | 4 |            |            |  |  |        |        |
|  |                        | HC VCES Hradec Králové | 2                     |   |            |            |  |  |        |        |
|  | HC Vrchlabí            | HC VCES Hradec Králové | 2                     | 2 |            |            |  |  |        |        |
|  | HC Vrchlabí            |                        |                       | 2 |            |            |  |  |        |        |
|  | HC VCES Hradec Králové | 4                      |                       |   |            |            |  |  |        |        |
|  | HC VCES Hradec Králové | 4                      |                       |   |            |            |  |  |        |        |

## Čtvrtfinále
- HC Slovan Ústečtí Lvi - HC Benátky nad Jizerou 6:1 (1:0, 2:1, 3:0)
- HC Slovan Ústečtí Lvi - HC Benátky nad Jizerou 3:1 (1:0, 0:1, 2:0)
- HC Benátky nad Jizerou - HC Slovan Ústečtí Lvi 2:3 (0:0, 1:2, 1:1)
- HC Benátky nad Jizerou - HC Slovan Ústečtí Lvi 4:0 (3:0, 1:0, 0:0)
- HC Slovan Ústečtí Lvi - HC Benátky nad Jizerou 9:3 (4:0, 4:1, 1:2)
- Konečný stav série 4 : 1 pro HC Slovan Ústečtí Lvi

- HC Kometa Brno - HC Olomouc 4:1 (1:0, 3:0, 0:1)
- HC Kometa Brno - HC Olomouc 3:1 (2:1, 1:0, 0:0)
- HC Olomouc - HC Kometa Brno 2:4 (1:2, 1:1, 0:1)
- HC Olomouc - HC Kometa Brno 2:3 SN (0:0, 1:0, 1:2 - 0:0)
- Konečný stav série 4 : 0 pro HC Kometa Brno

- KLH Chomutov - HC Dukla Jihlava 2:1 PP (0:0, 0:0, 1:1 - 1:0)
- KLH Chomutov - HC Dukla Jihlava 4:2 (2:0, 1:1, 1:1)
- HC Dukla Jihlava - KLH Chomutov 3:4 (0:0, 1:1, 2:3)
- HC Dukla Jihlava - KLH Chomutov 2:4 (1:2, 1:0, 0:2)
- Konečný stav série 4 : 0 pro KLH Chomutov

- HC Vrchlabí - HC VCES Hradec Králové 5:3 (2:2, 0:0, 3:1)
- HC Vrchlabí - HC VCES Hradec Králové 2:4 (1:1, 0:0, 1:3)
- HC VCES Hradec Králové - HC Vrchlabí 4:3 (1:1, 3:1, 0:1)
- HC VCES Hradec Králové - HC Vrchlabí 3:2 PP (1:0, 1:1, 0:1 - 1:0)
- HC Vrchlabí - HC VCES Hradec Králové 4:2 (1:0, 2:1, 1:1)
- HC VCES Hradec Králové - HC Vrchlabí 3:0 (0:0, 2:0, 1:0)
- Konečný stav série 4 : 2 pro HC VCES Hradec Králové

## Semifinále
- HC Kometa Brno - KLH Chomutov 1:2 PP (0:1, 1:0, 0:0 - 0:1)
- HC Kometa Brno - KLH Chomutov 4:2 (0:0, 2:1, 2:1)
- KLH Chomutov - HC Kometa Brno 5:1 (3:0, 2:1, 0:0)
- KLH Chomutov - HC Kometa Brno 2:6 (1:3, 0:3, 1:0)
- HC Kometa Brno - KLH Chomutov 1:4 (0:0, 0:2, 1:2)
- KLH Chomutov - HC Kometa Brno 1:2 SN (0:1, 1:0, 0:0 - 0:0 - 0:1)
- HC Kometa Brno - KLH Chomutov 3:0 (1:0, 0:0, 2:0)
- Konečný stav série 4 : 3 pro HC Kometa Brno

- HC Slovan Ústečtí Lvi - HC VCES Hradec Králové 2:3 (0:1, 1:2, 1:0)
- HC Slovan Ústečtí Lvi - HC VCES Hradec Králové 3:2 SN (1:0, 0:1, 1:1 - 0:0)
- HC VCES Hradec Králové - HC Slovan Ústečtí Lvi 2:0 (0:0, 2:0, 0:0)
- HC VCES Hradec Králové - HC Slovan Ústečtí Lvi 1:2 (1:1, 0:1, 0:0)
- HC Slovan Ústečtí Lvi - HC VCES Hradec Králové 3:1 (1:0, 2:1, 0:0)
- HC VCES Hradec Králové - HC Slovan Ústečtí Lvi 4:6 (1:0, 1:3, 2:3)
- Konečný stav série 4 : 2 pro HC Slovan Ústečtí Lvi

## Finále
| Utkání    | Domácí                |     | Hosté                 | Výsledek                     | Branky |
| --------- | --------------------- | --- | --------------------- | ---------------------------- | --- |
| 1. utkání | HC Slovan Ústečtí Lvi | --- | HC Kometa Brno        | 5:3 (2:0, 1:2, 2:1)          | 9. Rastislav Špirko, 20. Milan Mikulík, 22. Jan Heřman, 42. Marek Hovorka, 60. Rastislav Špirko 23. Kamil Brabenec, 23. Přemysl Sedlák, 43. Kamil Brabenec, |
| 2. utkání | HC Slovan Ústečtí Lvi | --- | HC Kometa Brno        | 3:1 (1:0, 1:0, 1:1)          | 2. Jiří Zeman, 30. Zbyněk Sklenička, 55. Marek Hovorka 60. Tomáš Klimt                                                                                      |
| 3. utkání | HC Kometa Brno        | --- | HC Slovan Ústečtí Lvi | 5:1 (2:0, 2:1, 1:0)          | 2. Róbert Liščák, 19. Milan Kostourek, 22. Michal Kempný, 36. Alexandr Lhotský, 50. Přemysl Sedlák 33. Zbyněk Sklenička                                     |
| 4. utkání | HC Kometa Brno        | --- | HC Slovan Ústečtí Lvi | 3:1 (0:1, 1:0, 2:0)          | 29. Róbert Kántor, 42. Marian Morava, 60. Vladimír Svačina 20. Rastislav Špirko                                                                             |
| 5. utkání | HC Slovan Ústečtí Lvi | --- | HC Kometa Brno        | 3:1 (0:0, 2:0, 1:1)          | 26. Marek Hovorka, 32. Rastislav Špirko, 51. Pavel Janků 47. Peter Pucher                                                                                   |
| 6. utkání | HC Kometa Brno        | --- | HC Slovan Ústečtí Lvi | 1:2 PP (1:0, 0:0, 0:1 - 0:1) | 5. Kamil Brabenec 46. Jiří Zeman, 63. David Pazourek |

- Konečný stav série 4 : 2 pro HC Slovan Ústečtí Lvi, který tak postoupil do baráže o extraligu

## Play out
1. kolo
- HC Berounští Medvědi - HC Most 3:5
- SK Horácká Slavia Třebíč - HC VOKD Poruba 4:2

2. kolo
- HC VOKD Poruba - HC Most 6:5(SN)
- SK Horácká Slavia Třebíč - HC Berounští Medvědi 1:3

3. kolo
- HC Berounští Medvědi - HC VOKD Poruba 3:1 (0:1, 2:0, 1:0)
- HC Most - SK Horácká Slavia Třebíč 3:4(SN) (0:1, 2:1, 1:1)

4. kolo
- HC VOKD Poruba - SK Horácká Slavia Třebíč 2:1(PP) (0:1, 0:0, 1:0)
- HC Most - HC Berounští Medvědi 4:3 (PP) (1:1, 1:2, 1:0 - 1:0)

5. kolo
- HC Most - HC VOKD Poruba 6:4 (1:2, 1:2, 4:0)
- HC Berounští Medvědi - SK Horácká Slavia Třebíč 3:4(PP) (1:0, 0:1, 2:2 - 0:1)

6. kolo
- HC VOKD Poruba - HC Berounští Medvědi 3:2 (PP) (0:0, 0:0, 2:2 - 1:0)
- SK Horácká Slavia Třebíč - HC Most 5:0 (1:0, 3:0, 1:0)

7. kolo
- SK Horácká Slavia Třebíč - HC VOKD Poruba 9:2 (3:0, 3:1, 3:1)
- HC Berounští Medvědi - HC Most 4:2 (0:0, 0:1, 4:1)

8. kolo
- HC VOKD Poruba - HC Most 1:3 (0:2, 1:0, 0:1)
- SK Horácká Slavia Třebíč - HC Berounští Medvědi 0:2 (0:0, 0:1, 0:1)

9. kolo
- HC Most - SK Horácká Slavia Třebíč 2:4 (0:0, 1:1, 1:3)
- HC Berounští Medvědi - HC VOKD Poruba 4:2 (1:0, 3:2, 0:0)

10. kolo
- HC VOKD Poruba - SK Horácká Slavia Třebíč 4:6 (0:1, 1:2, 3:3)
- HC Most - HC Berounští Medvědi 3:1 (0:0, 2:0, 1:1)

11. kolo
- HC Most - HC VOKD Poruba 5:0 (kontumace)
- HC Berounští Medvědi - SK Horácká Slavia Třebíč 3:2 (1:1, 0:1, 2:0)

12. kolo
- HC VOKD Poruba - HC Berounští Medvědi 0:5 (kontumace)
- SK Horácká Slavia Třebíč - HC Most 7:6 (1:2, 2:1, 4:3)

### Tabulka
| Poř. | Tým                      | Z  | V  | VP | PP | P  | VG  | OG  | B  |
| ---- | ------------------------ | -- | -- | -- | -- | -- | --- | --- | -- |
| 1.   | SK Horácká Slavia Třebíč | 58 | 19 | 6  | 8  | 25 | 178 | 181 | 77 |
| 2.   | HC Berounští Medvědi     | 58 | 20 | 4  | 7  | 27 | 119 | 152 | 75 |
| 3.   | HC Most                  | 58 | 17 | 4  | 7  | 30 | 155 | 204 | 66 |
| 4.   | HC VOKD Poruba           | 58 | 12 | 4  | 3  | 39 | 120 | 215 | 47 |

- Týmy HC Most a HC VOKD Poruba sestoupily do 2. ligy.

## Kvalifikace o 1. ligu
Zápasy:
1.zápas:
- HC ZVVZ Milevsko - Hokej Šumperk 2003 2:3 (1:0, 1:2, 0:1)

2.zápas:
- HC Tábor - HC ZVVZ Milevsko 1:2 (0:0, 1:2, 0:0)

3.zápas
- Hokej Šumperk 2003 - HC Tábor 1:2 (1:1, 0:1, 0:0)

4.zápas
- Hokej Šumperk 2003 - HC ZVVZ Milevsko 6:2 (3:1, 2:1, 1:0)

5.zápas
- HC ZVVZ Milevsko - HC Tábor 4:5 (2:1, 0:2, 2:2)

6.zápas
- HC Tábor - Hokej Šumperk 2003 7:8 SN (1:1, 3:5, 3:1)

### Tabulka
| Poř. | Tým                | Z | V | VP | PP | P | VG | OG | B |
| ---- | ------------------ | - | - | -- | -- | - | -- | -- | - |
| 1.   | Hokej Šumperk 2003 | 4 | 2 | 1  | 0  | 1 | 18 | 13 | 8 |
| 2.   | HC Tábor           | 4 | 2 | 0  | 1  | 1 | 15 | 15 | 7 |
| 3.   | HC ZVVZ Milevsko   | 4 | 1 | 0  | 0  | 3 | 10 | 15 | 3 |

- Týmy Hokej Šumperk 2003 a HC Tábor si vybojovaly právo účasti v dalším ročníku 1. ligy.